# Franz Ludolph Ferdinand von Wildau
Franz Ludolph Ferdinand von Wildau (né le 12 août 1725 et mort le 30 septembre 1794) est un lieutenant général prussien, chef du 14e régiment d'infanterie et chevalier de l'ordre Pour le Mérite.

## Biographie

### Origine
Ses parents sont le capitaine impérial du régiment d'infanterie "Walczeck" Leopold von Wildau und Lindenwiese (mort le 24 octobre 1738 à Ratschau près de Temeswar) et sa femme Maria Elisabeth Lange (née le 27 juin 1708 à Sagan et mort le 12 mars 1789 à Breslau). Elle est la fille du lieutenant impérial et citoyen de Sagan Peter Ludolph Lange.

### Carrière militaire
Wildau entre au service prussien en 1744, rejoignit le 31e régiment d'infanterie "von Schwerin (de)" et participe au siège de Prague pendant la Seconde guerre de Silésie. Le 20 septembre 1748, il devient sous-lieutenant, promu premier lieutenant le 10 mai 1757, le 28. mars 1769 capitaine d'état-major et le 26 juillet 1762 capitaine et commandant de compagnie. En 1768, il est promu major, puis le 13 janvier 1771 lieutenant-colonel et le 6 juillet 1775 colonel. En 1780, il est nommé commandant du 33e régiment d'infanterie "von Thadden (de)". Le 30 décembre 1786, il est nommé chef du 14e régiment d'infanterie "Henckel". Le 21 mai 1787, il est promu général de division. À la revue d'Heiligenbeil en juin 1789, il reçoit l'ordre Pour le Mérite. Le 1er janvier 1795, il devient lieutenant général.
Il combat dans la guerre de Sept Ans à Breslau, Kolin, Kay (blessé) et Torgau et aussi dans la guerre de Succession de Bavière.
Pendant la guerre de Pologne, il tombe malade et meurt de la fièvre le 20 septembre 1794 à Pultusk.
Il devait être - chose très inhabituelle pour l'époque - un bon cuisinier amateur. Son aide de camp Hermann von Boyen rapporte que l'on mange toujours très bien chez le général.

### Famille
Wildau se marie le 6. novembre 1765 à Breslau avec Johanna Julia Hoffmann (né en 1745 et mort le 1er février 1771). Le couple a une fille :
- Friederike Juliane (née le 24 janvier 1771) mariée avec Friedrich von Lindeiner (1769-1838), capitaine